# اوبریو (کمون)
اوبریو (به فرانسوی: Aubrives) یک کمون در فرانسه است که در آردن (دپارتمان) واقع شده‌است. اوبریو ۱۰٫۷۳ کیلومتر مربع مساحت دارد ۱۰۹ متر بالاتر از سطح دریا واقع شده‌است.